# 타라칸 전투 (1945년)
타라칸 전투는 1945년 태평양 전쟁에서 보르네오 전역의 첫번째 전투이다. 5월 1일 '오보에 원'이라는 작전명으로 호주군의 상륙작전이 시작되었다. 일본군에 대한 연합군의 압도적 승리로 끝났지만, 필요 이상의 비용을 치른 것으로 평가된다.

## 배경

### 지형
타라칸섬은 보르네오섬으로부터 4 km가량 떨어진 삼각형 모양의 섬이다. 남북으로 24 km, 동서로 18 km 펼쳐져 있다. 타라칸섬의 서안에서 1 km가량 떨어진 곳에 사다우섬 (The island of Sadau)가 있다. 타라칸섬의 해안은 대부분 늡지이며, 1945년에는 북안의 망그로브는 1 ~ 3 Km 폭으로 펼쳐져 있었고, 남쪽에서는 그보다는 좁았다. 해안가에서 벗어난 내륙은 높이가 30 m가 넘는 촘촘한 밀림지대였다. 타라칸섬은 북위 3도에 위치한 열대우림 기후를 보이며, 일 최고 기온은 27도, 상대습도는 상시적으로 90%가 넘었다.
1945년에 대부분의 주민은 타라칸 타운 (Tarakan Town)에 거주하였다. 내륙으로 2 km가량 들어간 곳에 위치해 있었으며, 남서 방향의 해안과는 나지막한 구릉으로 분리되어 있었다. 남서 해안의 링카스 (Lingkas)에는 유조선과 연결할 수 있는 4개의 부두 설비가 되어 있었으며, 3개의 도로로 타라칸 타운과 연결되었다. 타라칸 공항은 타라칸 타운의 북서쪽 1.6 km 지점에 위치하고 있었다. 타라칸섬에는 두곳의 유정이 있었다. 시사님 유정 (Sesanip Oilfield)는 공항의 북동쪽 끝자락에 위치하였으며, 좀 더 큰 규모인 오에아타 유정 (Djoeata or Juata Oilfield)는 5 km 북쪽에 위치하였다. 타라칸섬의 북서 해안에 위치한 오에아타 마을은 오에아타 유정과 트럭으로 연결되어 있었다.

### 일본군의 점령
제2차 세계대전 이전에 타라칸섬은 네덜란드령 동인도의 일원으로 중요한 원유 생산지였다. 섬의 두 유정에서는 1941년 기준으로 월간 80,000 베럴의 원유가 생산되었다. 태평양 전쟁 과정에서 타라칸 유전을 확보하는 것은 일본군의 주요 목표 가운데 하나였다. 1942년 1월 11일 일본군은 네덜란드 주둔군의 소규모 저항을 이틀만에 무력화 시키고 타라칸섬에 상륙하였다. (타라칸 전투 1942) 이 과정에서 절반가량의 네덜란드 주둔군이 전사하였다. 네덜란드 주둔군은 항복하기 전, 유정을 파괴하였으나, 일본측에 의하여 빠르게 복구되어 1944년 초까지 월 350,000 베럴의 원유를 생산하였다.
네덜란드 주둔군의 항복에 따라 5,000여명의 타라칸 주민들은 인도네시아 점령 일본군을 받게 되었다. 대규모의 병력 주둔은 타라칸섬에 식량 부족 사태를 몰고 왔으며, 많은 민간인들이 영양실조에 시달리게 된다. 일본 당국은 자와섬에서 600명가량의 노동자와 300명가량의 위안부를 데려 왔다.
1944년에 이르러서는 연합군의 빠른 전진에 따라 타라칸섬의 전략적 유용성이 상실되었다. 일본의 마지막 유조선은 1944년 7월에 타라칸에 유기되었으며, 연말에 이르러서는 연합군의 공습에 의하여 유정과 유류 저장시설이 파괴 되었다. 이 과정에서 수백명의 인도네시아 주민들도 사망하였다. 연합군은 타라칸 근처에 다수의 기뢰를 설치하였으며, 이와 함께 해상, 공중 초계 정찰을 실시하여 일본 상선의 접근을 거부하였다.
타라칸섬의 중요성이 낮아짐에 따라 1945년에 들어 일본군은 타라칸 주둔군의 규모를 줄이게 된다. 일본군은 주둔군의 2개 대대 가운데 1개 대대 (제454 독립 보병 대대)를 발릭파판(Balikpapan)으로 이동시킨다. 이 대대는 발릭파판 전투에서 호주군 7사단에 의하여 궤멸된다.

### 연합군의 대응
오보에 원으로 이름 붙여진 연합군의 타라칸섬 공격 계획은 섬의 공항을 점거하고 확장하여 다른 지역 - 보르네오섬, 라부안섬, 발릭파판섬에 대한 공중 지원을 제공하는 것이 제 1목표였다. 제 2 목표로 섬의 유정을 확보하여 연합군의 자원으로 활용하고자 하였다.

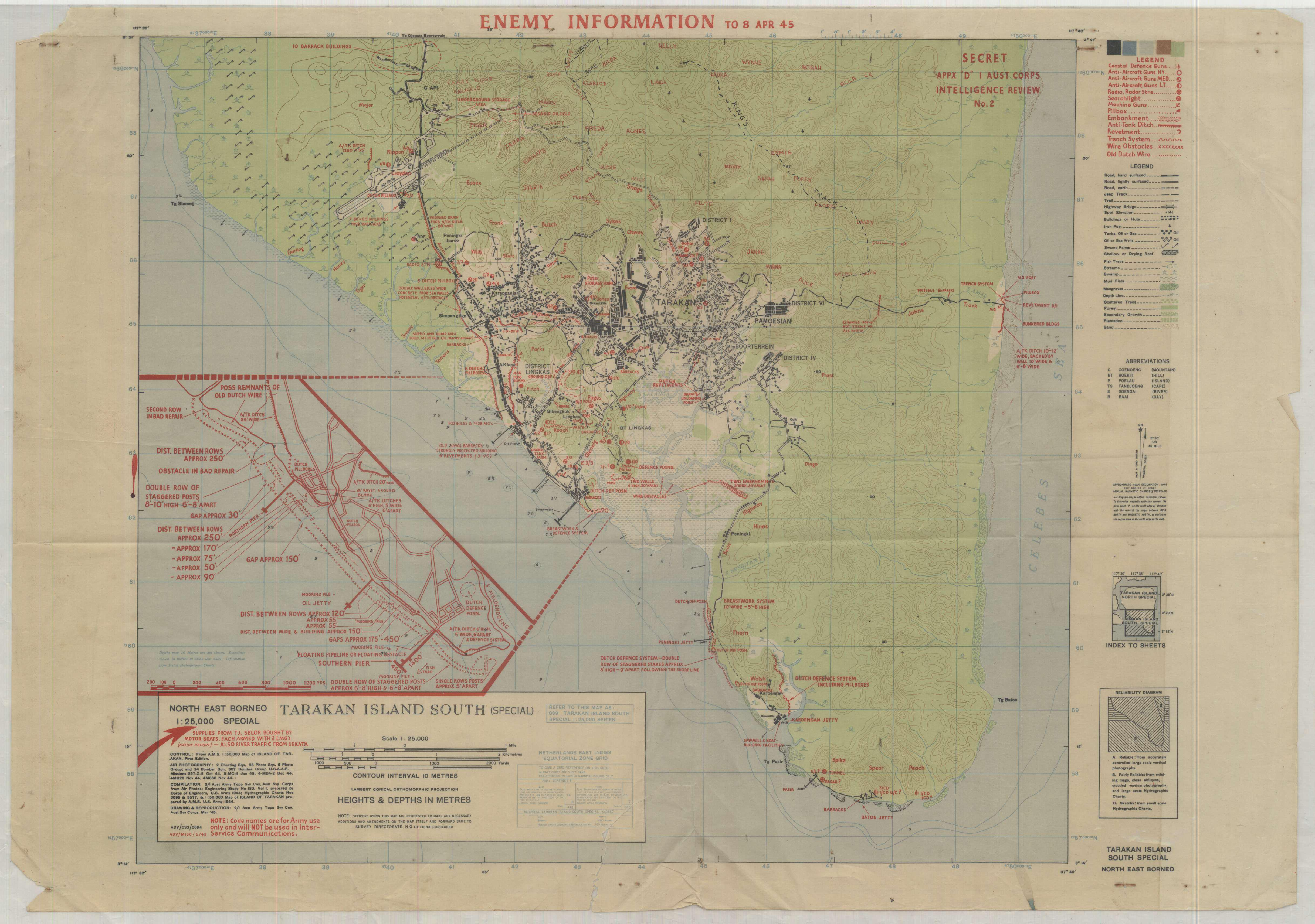
1945년 4월 무렵 타라칸섬 남부 지역에 대한 연합군의 정보자산

9사단과 26 여단이 타라칸 공격 명령을 받았다. 두 부대가 모로타이섬에 도착할 무렵 작전이 계획되기 시작하였으며, 4월 24일에 최종적으로 입안되었다. 작전은은 여러 가지 이유에서 매우 어렵게 계획되었다. 특히 레이테에 위치한 맥아더 장군의 지휘부와의 연락이 어려운 것이 큰 문제였다. 작전을 계획하는 과정에서 타라칸에 위치한 고지에 "Margy"나 "Sykes"와 같은 목표 코드 번호가 부여되었다.

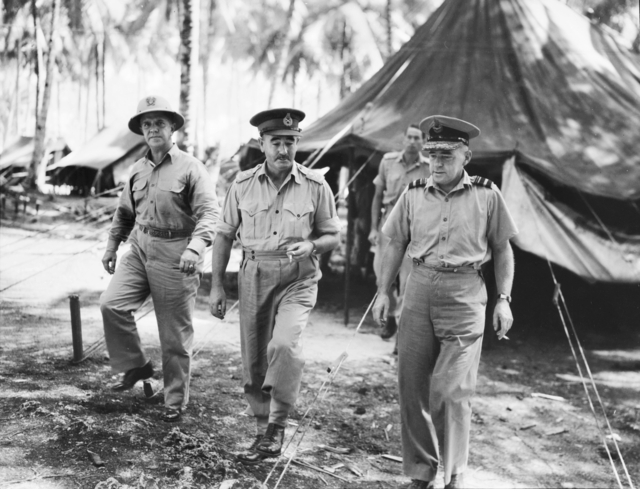
Rear-Admiral Forrest B. Royal, Lieutenant-General Sir Leslie Morshead and Air Vice-Marshal William Bostock during discussions of the planned landing at Tarakan on 12 April 1945

연합군은 타라칸이 빠르게 정리되기를 바랬다. 계획과정에서 공항을 점령하기만 하면, 공항과 항구를 운용 가능하도록 작업하는 과정에서 일본군 잔당을 정리하는 수준에서 작전이 종료될 것으로 생각하였으며, 상륙과 공항 및 타라칸 타운의 점령 이외에 내륙에서의 작전에 대해서는 그다지 고려하지 않았다. 적어도 작전의 입안자는 일본군이 대규모 반격을 수행할 능력이 없으며, 상륙 지점에서 오래 버티지 못할 것이라고 예상한 부분에 있어서는 틀리지 않았다.
또한 연합군은 타라칸에 상륙하고 나서 바로 주요 기지로 사용할 수 있을 것으로 생각하였다. 예를 들어 상륙이 시작되고 6일이 지나면 공항에 전술기를 착륙시킬 수 있을 것으로 계획하였으며, 9일 뒤에는 공격기를 배치할 수 있을 것으로 생각하였다. 21일 후에는 4개 비행대를 배치하여 다른 작전을 지원하는데 사용할 계획을 가지고 있었다. 또한, 5월 21일에는 호주군 26여단을 발릭파판 상륙작전에 동원할 수 있을 것이라고 기대하였다.
연합군은 타라칸의 방어 계획에 대하여 충분한 정보 자산을 가지고 있었다. 이 정보자산은 통신감청이나 정찰비행 뿐만 아니라, 네덜란드 주둔군 장교를 통해서도 축적되었다. 타라칸은 1944년부터 호주군 정보부 (Services Reconnaissance Department|Services Reconnaissance Department's, SRD)의 최우선 목표였다. 침공이 시작되기 전에 1군단에서는 호주군 정보부에 타라칸 북부와 중부지역의 일본군의 배치에 대한 정보를 요청했다. 4월 25/26일에 5명으로 구성된 척후대가 파견되어 타라칸 북부 해안의 일본군 배치를 확인하였다. 그러나 중부지역으로 파견된 척후대는 길을 잃고 목표 지역에 도달하지 못하였다. 4월 29/30일에 척후대는 타라칸에서 퇴각하여 보르네오섬에 상륙하였다. 그러나, 무전기가 고장나 획득한 첩보를 전달할 방법이 없었다. 결국 척후대는 5월 3일에 이르러서야 타라칸에 확보된 연합군 교두보에 재상륙하여 26여단에 관련된 첩보를 전달하였다. 화이트해드 장군은 이 결과에 실망하여 이후에 SRD에 작전을 맡기지 않았다.

## 서막

### 교전 부대

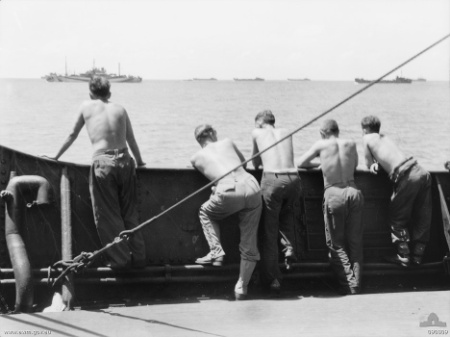
Soldiers from the 2/48th Battalion watch part of the convoy which is taking them to Tarakan

#### 연합군
타라칸 점령을 위한 연합군은 12,000명에 이르는 잘 훈련된 호주군 26 여단 (Australian 26th Brigade Group) 을 중심으로 조직되었다. 26여단은 1940년에 창설되었으며, 북아프리카 전역 및 뉴기니아 전역에도 참전하였다. 여단은 제 2/23 보병 대대 (2/23rd Battalion) , 제 2/24 보병 대대 (2/24th Battalion), 제 2/48 보병 대대 (2/48th Battalion)로 구성되어 있었으며, 제 2/4 코만도중대 (2/4th Commando Squadron) 및 제 2/3 척후대대 (2/3rd Pioneer Battalion)로 증원되어 있었다. 이외에도 여단은 24문의 25파운드 포를 장비한 제 2/7 포병대 (2/7th Field Regiment)와 18대의 마틸다 전차를 운용하는 제 2/9 기계화부대 (2/9th Armoured Regiment) 및 제 2/2 기관총 대대에서 1개 중대, 제 53 대공 대대에서 2개 야전 공병 중대를 추가로 배속 받았다. 이 전투 부대는 상륙순 소속의 다수의 군수 및 의료 부대의 도움을 받았다.
연합군은 이전 상륙작전의 전훈에 따라, 당시 연합군이 알고 있던 타라칸 주둔 일본군의 수를 압도하는 26 여단을 작전에 투입하였다.
26여단은 연합군의 공중 및 해상 지원도 받았다. 공중 지원은 호주군 제 1 전술 항공대 (Australian First Tactical Air Force)와 미군 제 13 항공대 (United States Thirteenth Air Force) 소속의 전투기와 폭격기로 이루어졌다. 해상 지원에는 미해군 제 7함대와 호주 해군 소속의 전투함 및 수송함이 동원되었다. 타라칸 공략의 주요 목표는 공항의 점령 및 운용이었으므로, 호주 공군소속의 지상 부대가 다수 투입되었다. 특히 61 공항 건설대 (No. 61 Airfield Construction Wing) 및 1, 8 공항 건설대 (No. 1 and No. 8 Airfield Construction Squadron)이 투입되었다.,
호주군 외에도 천여명의 미군 및 네덜란드 군이 같이 상륙하였다. 미군은 주로 미육군 727 양륙대대 소속의 상륙함 조종 담당과 미해군 소속의 해안 전차 운용을 담당하였다. 네덜란드 군은 네덜란드 장교를 중심으로 민사를 담당할 보병 중대를 구성하였다.

#### 일본군
상륙작전이 개시되는 시점에서 타라칸 주둔 일본군의 숫자는 2.200명가량이었다. 주요 구성 단위는 도코이 타다이 중령 (Major Tadai ToKoi) 지휘 하의 740명의 제 455 독립 보병대대 (455th Independent Infantry Battalion)과 150 육군 지원단이었다. 일본 제국 해군 소속의 980명의 수병은 카하루 카오루 대령 (Commander Kaoru Kaharu)이 지휘하였다. 이 중 600명은 제 2 해군 육전단 소속이었으며, 일반적인 보병으로 훈련되어, 일부 해안 방어 총좌에 배치되었다. 유정 근로자로 타라칸에 와 있던 350여명의 일본 민간인들도 방어 작전에 투입될 예정이었다. 이외에도 50여명의 인도네시아인이 포함되어 있었다. 도코이 중령은 일본 해군과 육군 사이의 뿌리깊은 반목에도 불구하고, 전체 방어 작전을 지휘하였다.
일본군은 주로 타라칸의 주요 항구이며, 대규모 상륙이 가능한 링카스에 집중 배치되었다. 연합군의 상륙 작전이 시작되기 전, 한달가량 일본군은 방어진지를 축성하고, 지뢰를 매설하였다. 사전에 잘 축조된 이 방어진지는 연합군의 상륙과정에서 큰 역할을 하였다. 그러나 일본군은 대규모의 역공을 하지 못했으며, 일부 하급 단위 부대에 의한 돌파가 시도 되었을 뿐이다.

### 사전 작전

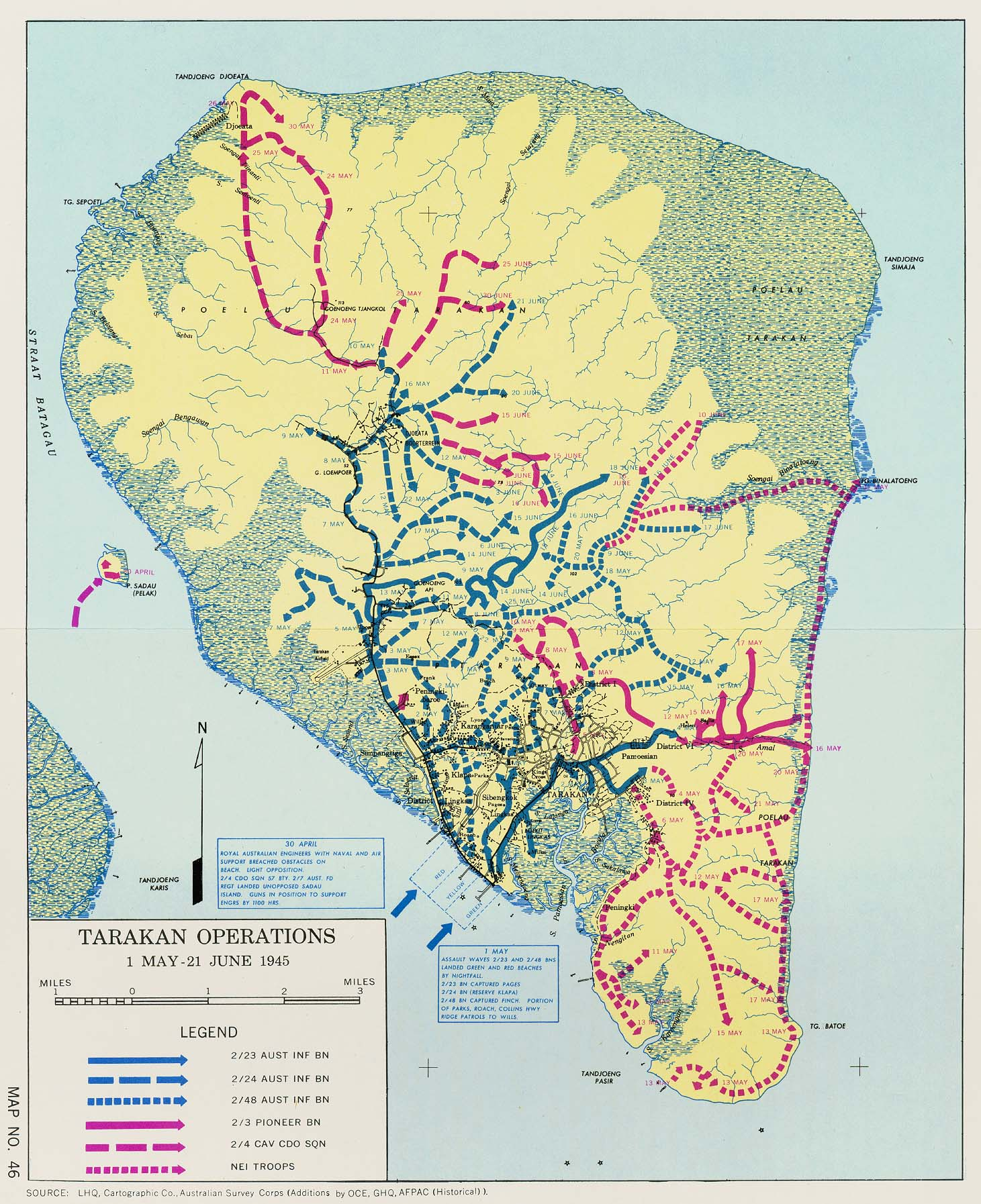
작투 중 연합군의 이동 경로를 보여주는 작전 지도

타라칸 주둔 일본군은 4월부터 연합군의 공격에 대한 첩보를 알고 있었다. 일본군 사령관은 무전을 통하여 폭격에 대한 경고를 받았을 뿐 아니라, 4월 15일에는 유정 시설을 파괴하라는 명령을 받았다. 이러한 작전 정보의 누설을 중화민국군 주제 호주군이나 멕아더 사령부에서 발생한 것으로 보이나, 이후 작전에는 영향을 미치지 못하였다. 그러나 일본군은 분명 수개월 전부터 모로타이에 집결하는 연합군의 작전 계획을 알고 준비하고 있었다.
상륙 작전이 시작되기 전, 타라칸과 보르네오섬의 일본군 기지는 4월 12 - 29일에 걸쳐 격렬한 공습과 해군 포격을 받았다. 호주군 공군 (RAAF)과 미육군 항공대(USAAF)는 타라칸섬에 대한 일본군의 공중 지원을 방해하기 위하여 중국과 프랑스령 인도차이나, 네덜란드령 동인도제도에 주둔한 일본군 기지에도 공습을 퍼부었다. 이 과정에서 타라칸에 주둔 일본군은 모든 항공기를 잃었다. 특히 상륙 작전이 시작되기 5일 전부터는 상륙 목표 지점이었던 링카스 해안의 일본군 방어를 무력화 시키기 위하여 공습이 집중되었다. 특히 링카스 항에 있는 석유 저장소는 연합군이 상륙하는 시점에 화공의 용도로 사용될 가능성이 있어, 주요 공습 목표로 설정되었다. 공급 과정에서 적어도 100여명의 민간인이 죽거나 다쳤으며, 많은 민간인들이 내륙으로 피신하게 된다.,
타라칸 공격 부대는 1945년 3월과 4월에 걸쳐서 모로타이에 집결하였다. 26여단은 4월 중순에 미해군 수송함을 이용하여 호주에서 모로타이로 이동하였으며, 상륙 작전을 준비하였다. 4월 20일 작전을 위하여 승선하는 과정에서 수송함이 충분하지 않아, 필수적이지 않은 차량은 모로타이에 남겨두게 되었다. 제 1 전술 항공대 사령관은 이 명령을 못마땅하게 여겼으나, 직속 상관인 윌리엄 보스토크 장군 (Air Vice Marshal William Bostock)에 의하여 어쩔 수 없이 따르게 된다. 4월 22일에 대부분의 승선이 완료되었으며, 며칠에 걸쳐 상륙 연습이 이루어진다. 타라칸섬 상륙 지점의 초입에 위치한 사다우섬을 점령하기 위한 소규모 부대가 4월 26일 모로토이를 출발하였으며, 다음 날 150척으로 이루어진 본진이 출발하였다.

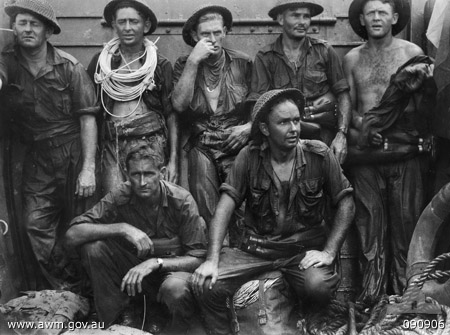
Engineers from the 2/13 Field Company rest after clearing beach defences

타라칸섬 주위에 설치된 대량의 기뢰와 링카스 해안에 설치된 방해물 때문에 연합군은 굳이 기습 공격을 시도하지 않았다. 미해군 소속의 소해정과 구축함들이 4월 27일 타라칸섬에 도착하였으며, 소해 작전을 시작하였다. 사실 많은 수의 기뢰는 연합군에 의하여 투하된 것이었다. 5월 1일에 소해 작전이 완료되었으며, 이 과정에서 소해정 두척이 피해를 입었다. 미해군의 PT boat가 4월 28일에 타라칸에 도착하였으며, 일본군의 해안 방어 시설 복구 시도를 거부하기 위하여 지속적인 야간 정찰을 수행하였다. 이 과정에서 PT boat는 링카스에 정박되어 있는 7척의 일본군 초계함과 연락선을 공격하였으며, 한척만 남기고 모두 침몰시켰다.
4월 30일에 제 2/4 코만도 중대와 2/7 포병 대대 소속의 제 57 포대가 사다우섬에 상륙하여 손쉽게 점령하였다. 이 부대는 상륙 과정에 필요한 공병 작업을 지원하도록 되어 있었다. 사다우섬 점령은 호주군이 1941년 이후 호주 영토 외부로 투사된 첫 사례이다. 호주군은 뉴기니아 전역에 1942년부터 참전하였으나, 당시 뉴기니아는 호주의 영토로 간주되었다. 이 과정에서 미해군 구축함 젠킨스 (USS Jenkins, DD-447)가 기뢰에 접촉하여 침몰하였으며, 이것이 연합군의 유일한 손실이었다.
링카스 해안에 위치한 방해물을 제거하는 것은 2/13 야전 중대에 할당되어 있었다. 방해물들은 철조망이나 목봉, 철로 등으로 125 야드에 걸쳐 설치되어 있었다. 4월 30일 11시부터 방해물을 제거하기 위한 작전이 시작되었다. 8개 팀의 공병이 투입되었다. 일본군의 사격 속에서 많은 인명 피해를 예상하였으나, 부대는 인명 손실 없이 작전을 성공적으로 수행하였다.

## 전투

### 상륙

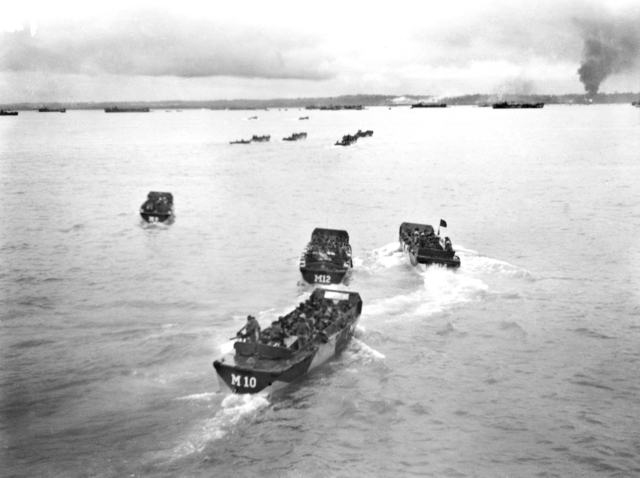
The second wave of the 2/48th Infantry Battalion leaving HMAS Manoora

주력 상륙 부대는 5월 1일 이른 새벽에 타라칸에 도착하였다. 대규모 공습과 해군 포격의 도움과 함께, 2/23 대대와 2/48 대대는 08:00에 상륙작전을 계시하였다. 2/23 대대는 "그린 비치 (Green Beach)"로 불리는 곶의 남안 방향 뻘에 상륙하며, 일본군의 설치한 많지 않은 링카스 주변의 방어 진지를 효과적으로 극복하였다. 밤이 되어 가자 부대는 타라칸 타운으로 향하는 도로 주변에서 숙영하였다. 당시 해당 도로는 호주군에 의하여 "글렌그 고속도로 (Glenelg Highway)"로 불렸다. 2/48 대대는 곶의 북안에 해당하는 "래드 비치 (Red Beach)"의 단단한 해안에 아주 쉽게 상륙하였다. 대대는 "안작 고속도로 (Anzac Highway)"와 낮은 구릉 지대를 따라 북쪽으로 움직이며 원유 저장소 및 몇몇 목표를 빠르게 점령하였다. 해질 무렵 2/48 대대는 타라칸 타운 서쪽 구릉 지대에 위치하였다. 2/24 대대 역시 래드 비치에 09:20부터 상륙하기 시작하였으며, 예비대로 대기하였다. 대대는 오후 늦게 안작 고속도로를 따라 북진하였으나, 별다른 저항을 받지 않았다. 밤이 되자 호주군 교두보는 해안 방향으로 2.6 km, 내륙 방향으로 1.8 km까지 확장되었다. 그러나 5월 1/2일 동안 일본군 저격수가 지속적으로 활동하였으며, 두번째 상륙군의 주력인 2/2 정찰대대는 고립된 작은 규모의 일본군과 소규모 교전을 하였다. 상륙과정에서 연합군의 손실은 예상했던 것보다 훨씬 작은 수준으로 전사자가 11명, 부상자가 35명이었다. 이러한 일본군의 미약한 저항은 상륙 작전이 시작되기 전에 극심한 폭격과 포격에 가하여 일본군이 링카스 주변의 방어선에서 뒤로 물러났기 때문이다.
보병부대는 교두보를 확보하는 동안 해안 지형을 극복하는데 어려움을 겪었다. 다수의 호주군 차량이 링카스 해안의 뻘에 처박혔으며, 7척의 상륙정이 해안에 이르기 전에 좌초하였다. 해안 지역에서 단단한 지반을 찾기가 어려웠으므로, 매우 혼잡하였고, 상륙 당일 오후 늦은 시간이 되어서야 2/7 야전 포병대가 작전을 시작할 수 있었다. 특히 호주 공군 지상 부대가 다수의 차량을 상륙시키는 바람에 5월 1일의 혼란은 극도로 악화되었다. 좌초된 7정의 상륙정은 5월 13일이 되어서야 회수 되었다.
해안가의 교두보를 확보한 후 26 연대는 타라칸 타운으로 동진하며, 동시에 공항이 있는 북쪽 방향으로도 진출하였다. 호주군은 내륙 방향으로 이동하며 점차 더 강한 일본군의 저항을 받기 시작하였다. 타라칸 공항을 점령하는 것은 2/24 대대의 임무였다. 대대는 5월 2일 밤에 공항 점령을 계획하였으나, 일본군이 설치해 놓은 대규모 폭약이 터지는 바람에 늦춰졌다. 공항은 5월 5일이 되어서야 점령되었다. 공항 점령이라는 26 여단의 주요 목표가 달성되었으나, 대부분의 타라칸 내륙 지역은 아직도 일본군이 점령하고 있었다.
상륙이 시작하고 첫 주 동안 7천여명의 인도네시아인 원주민 피난민들이 호주군 전선을 넘어 왔다. 이는 예상을 뛰어 넘는 숫자였으며, 대부분 부실한 영양상태를 가지고 있었고, 네덜란드 민사 중대가 감당할 수 없는 수준이었다. 연합군에 의한 극심한 포격과 공격과정에서의 여러 피해에도 불구하고, 대부분의 민간인들은 호주군을 해방군으로 반겼다. 수백명에 이르는 인도네시아 민간인들은 차후에 노동자와 짐꾼으로 연합군을 돕게 된다.
호주군 사령관이었던 토마스 브라메이 장군은 5월 8일에 타라칸 전선을 시찰하였다. 화이트해드 장군과의 회의에서 브라메이 장군은 이미 주요 목표가 달성되었으므로, 26 여단이 "즉각적으로" 섬의 남은 지역을 장악할 것을 지시하였다.

### 내륙지 점령

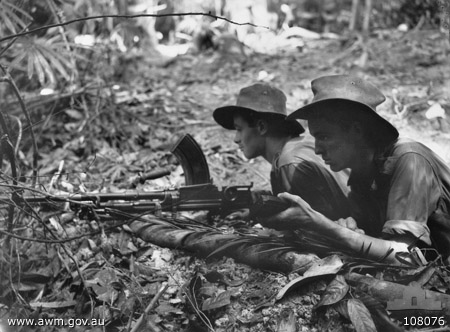
Two soldiers from the 2/23rd Battalion during the attack on 'Freda' feature

공항을 안정적으로 운용하고 섬의 점령을 완료하기 위하여 26 여단은 타라칸섬 열대 우림에 숨어있는 일본군을 소탕해야 했다. 대략 1,700여명가량의 일본군이 섬의 북부 및 중부지역에 은거하고 있었다. 일본군은 대량의 부비트랩과 지뢰를 설치해 두었다. 소탕 작전에서 손해를 최소화하기 위하여 호주군은 대량의 공중 지원과 포격을 사용하였다. 타라칸과 같은 정글, 늪지, 산지 지형에서는 탱크의 이동이 제한적이었다. 결과적으로 탱크를 첨병으로 이용하지 못하였으며, 일종의 이동 포대로 사용하게 되었으나, 포격을 위해서는 포병의 지원이 더 효율적이었다.
2/3 정찰 대대와 네덜란드 주둔군 중대는 타라칸섬 남동부를 안정화 시키는 임무가 주어졌다. 정찰대대는 5월 7일부터 타라칸 타운 동쪽으로 전진하기 시작하였으나, 예상하지 못한 강력한 일본군의 저항에 직면한다. 5월 10일에는 '헬렌 (Helen)' 지점에서 200여명의 일본군에 의하여 저지된다. 5월 12일에는 존 머키 상병 (Corporal John Bernard Mackey)이 3개의 일본군 기관총좌를 점령하는 과정에서 전사하였다. 머키 상병에게는 빅토리아 십자 훈장이 추서되었다. 헬렌 고지를 점령하기 위한 전투에서는 B-24 리버레이터 전폭기가 처음으로 근접 공중지원을 담당하였다. 전폭기의 폭격에 뒤이어 P-38 라이트닝 전투기가 소이탄을 투하하였으며, 이 조합은 상당히 효과적인 것으로 나타나, 이후 호주군의 표준적인 공중지원 방법으로 사용되었다. 5월 14일 일본군은 100여명의 전사자를 남기고 헬렌 고지를 포기하였다. 2/3 정찰대대는 5월 16일에 타라칸섬 동부 해안에 다다른다. 대대는 이 과정에서 20명이 전사하고 46명이 부상 당하였다. 이 기간동안 네덜란드 주둔군 중대는 타라칸 남부지역을 확보하며, 산발적인 저항을 받았을 뿐이다.
미해군과 호주 해군은 상륙 작전 전체를 통틀어 적극적인 지원을 펼쳤다. 미해군 PT boat는 타라칸 연안과 보르네오섬 강어귀에서 적어도 10여척의 소형 함정을 격침하였다. 또, 미해군 PT boat는 일본군의 움직임에 대한 첩보를 얻기 위하여 지역 원주민을 조사할 수 있는 네덜란드 소속의 통역을 데리고 다녔다. 타라만 북부 해안의 디오에타 곶 (Cape Dioeta)에 위치한 일본군 포대는 5월 23일에 USS Douglas A. Munro에 의하여 제압되었다.
일본군은 지속적인 전투손실을 입었으며, 6월 14일에는 몇몇 고지를 포기하고 섬의 북쪽에 집결하였다. 같은날 112명의 중국 및 인도네시아인 노동자들이 일본군 점령 지역을 이탈하였다. 이들은 철수 의사를 나타내는 일본군 선임 장교의 전문을 가지고 있었다. 라디오 토쿄는 6월 15일 타라칸이 점령당했다고 전하였으며, 조직적인 일본군의 저항은 6월 19일까지 이어졌다. 화이트해드 장군은 6월 21일에 이르러서야 타라칸섬을 점령했음을 공식화하였다.

### 건설

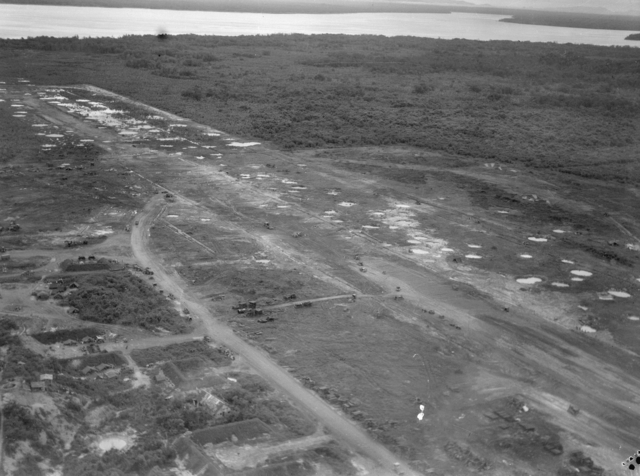
Tarakan Airstrip two weeks after its capture. Note extensive cratering.

26여단이 구릉지대에서 지속적으로 교전 하는 동안 호주군 공군 소속 제61 공항 건설대는 타라칸 공항 활주로 복구를 위하여 노력하였다. 활주로는 상륙 작전 이전의 대규모 공습에 의하여 크게 손상되었으며, 늪지대의 연약지반에 건설되었으므로 복구에 어려움이 있었다. 상륙 작전을 입안하는 과정에서는 일주일가량이면 복구할 수 있을 것으로 예상하였으나, 실제로는 8주가 걸렸다. 연약지반을 극복하기 위하여 대량의 철판을 깔았으며, 지금도 타라칸 공항의 주차장에는 그때 사용한 철판이 남아있다.
6월 28일에 타라칸 활주로는 완전 복구되었으나, 6월 10일 있었던 부르나이 전투나 라부안 전투 지원을 위한 기자로 사용하기에는 이미 늦은 상황이었다. 발릭파판 전투의 상륙 과정에서도 사용하지 못하였다. 그러나 호주공군 78 비행단은 타라칸 공항을 기지로 하여 발릭파판 전투를 지원하였으며, 전쟁이 끝날때까지 기지로 사용하였다.
타라칸 유정은 점령 과정의 큰 피해로 인하여 전후에 이르기까지 복구되지 못하였다.

### 소탕 작전

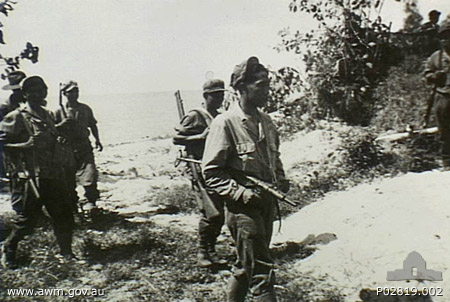
A joint Australian-NEI patrol in a remote part of Tarakan

조직적인 저항이 종료된 이후에도 남은 일본군 잔당에 의한 산발적인 교전이 계속되었다. 26여단의 주력은 남은 일본군 잔당을 소탕하기 위하여 타라칸 중부 지역에 위치하였다. 많은 일본군이 보르네오섬으로 도하를 시도하였으나, 연합군 해군 순찰에 의하여 거부되었다. 연합군은 타라칸 북동쪽 15마일에 위차한 부녀섬(Bynyu Island)까지 일본군에 대한 수색 정찰을 실시하였다.
7월 첫째주에 이르러 살아남은 일본군은 식량 부족에 시달리게 되었으며, 섬 중앙부에 위치한 예전 주둔지로 돌아가려고 시도하였다. 이 과정에서 식량을 확보하기 위하여 호주군 주둔지를 습격하기도 하였다. 식량난이 심해질 수록 항복하는 일본군도 늘어갔다. 호주군은 종전 되기 전까지 일본군에 대한 수색 정찰을 지속적으로 실시하였다. 이 과정에서 26여단에서는 6월 21일부터 8월 15일 사이에 36명이 전사하였다. 대략 300여명의 일본군이 종전 시점이 되어서야 연합군에 항복하게 된다.

## 전후

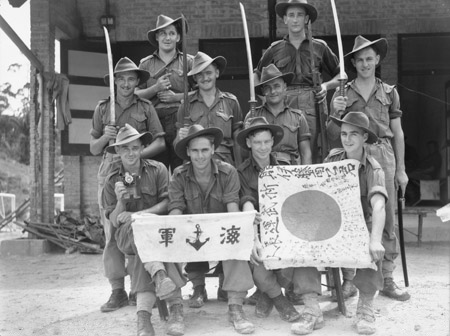
1945년 7월 일본군 검과 깃발을 탈취한 2/24 대대

26여단은 1945년 12월 27일까지 타라칸섬 점령군으로 주둔하였으나, 대부분의 병력은 10월경에 이미 해산되었다. 여단 사령부는 1946년초에 본토로 이전하였으며, 브리스번에서 1946년 1월에 공식적으로 해단하였다.
타라칸 유정은 곧 복구되어 생산을 시작하였다. 6월 27일에 연합군 소속 기술자에 의하여 첫 오일 펌프가 수리되었다. 유정의 생산량은 일 8,000 배럴로 복구 되었으며, 많은 타라칸 원주민을 고용하였다.
연합군은 타라칸 점령 과정에서 매우 "숙련되고 전문적으로" 임무를 수행하였다. 사무엘 모리슨 (Samuel Eliot Morison)은 "최소한의 희생으로 목적을 달성한 잘 조율된 상륙작전"이라고 평하였다. 타라칸 전투는 정글 지대에서 포병, 기병, 공병과 잘 조율된 협동 작전을 펼치는 보병의 합동 전투의 가치를 일깨웠다.
모리슨의 평가에도 불구하고, 26여단의 손실은 보르네오 전역의 다른 전투에 비하여 많은 편이었다. 여단은 보르네오섬 북부에서 작전을 펼친 9사단 내의 다른 두 여단에 비하여 두배 가까운 손실을 입었으며, 발릭파판 전투에 투입된 7사단에 비해서도 많은 손실을 입었다. 이는 보르네오 북부나 발릭파판에서 일본군이 철수가 가능했던 반면, 타라칸섬의 일본군은 철수 할 수 없었기 때문이었던 것으로 보인다.
상륙 부대의 성과는 섬의 활주로가 상당기간 활용이 불가능했다는 점에서 퇴색되었다. 활주로 지역에 대한 호주 공군의 정보 부족은 활주로를 즉각적으로 활용할 수 있을 것으로 기대하는 상황에서 작전을 수립하도록 하였으며, 결과적으로 큰 실책인 것으로 나타났다. ref name="Odgers 1968. Page 461"/> 더구나 타라칸에서의 호주 공군의 활약은 미비하였다. 이는 제 1 전술 비행단 내부의 알력 때문이었던 것으로 알려져 있다.
보르네오 전역 전체에 대한 평가와 함께, 호주군의 타라칸 전투에 대하여 상당한 논쟁이 있다. 이는 주로 타라칸 전투가 1946년으로 예정되어 있었던 일본 침공 및 네덜란드령 동인도 제도 해방 과정에서 필수적인 작전이었는지에 대한 평가에 기반한다. 호주의 역사가인 가빈 롱 (Gavin Long)의 다음 평가가 아마도 일반적인 시각인 것으로 생각된다.
```
"결과적으로 성공하였으나, 타라칸 작전 과정에서의 손실을 정당화 하기에는 부족하다".
[
66
]
```

## 참고
- I Australian Corps (1980) [1945?]. 〈Report on Operations. Borneo Campaign (Appendix to Japanese Monograph No. 26: Borneo Operations (1941–1945))〉.   Foreign Histories Division, Office of the Military History Officer, Headquarters, United States Army, Japan. 《War in Asia and the Pacific. Volume 6. The Southern Area (Part I)》. New York and London: Garland Publishing, Inc. ISBN 0-8240-3290-X.
- Bulkley, Robert J. (1962). 《At Close Quarters. PT Boats in the United States Navy》. Washington DC: Naval United States Government Printing Office.
- Coates, John (2001). 《An Atlas of Australia's Wars》. Melbourne: Oxford University Press. ISBN 0-19-554119-7.
- Coombes, David (2001). 《Morshead: Hero of Tobruk and El Alamein》. Australian Army History Series. Oxford University Press. ISBN 0-19-551398-3.
- Coulthard-Clark, Chris (2001). 《The Encyclopaedia of Australia's Battles》. Sydney: Allen & Unwin. ISBN 1-86508-634-7.
- Craven, Wesley; Cate, James (editors) (1953). 《The Pacific: Matterhorn to Nagasaki》. The Army Air Forces in World War II. Volume V. Chicago: The University of Chicago Press. OCLC 256469807.
- Gill, G Herman (1968). 《Royal Australian Navy, 1942–1945》. Australia in the War of 1939–1945. Canberra: Australian War Memorial. OCLC 65475.
- Hastings, Tony; Stanley, Peter (2016). 〈'To capture Tarakan': Was Operation Oboe 1 Unnecessary?〉.   Dean, Peter J. 《Australia 1944–45》. Port Melbourne, Australia: Cambridge University Press. 278–297쪽. ISBN 9781107083462.
- Hopkins, R.N.L. (1978). 《Australian Armour: A History of the Royal Australian Armoured Corps 1927–1972》. Canberra: Australian Government Publishing Service. ISBN 0-642-99407-2.
- Johnston, Mark (2002). 《That Magnificent 9th. An Illustrated History of the 9th Australian Division 1940–46》. Sydney: Allen & Unwin. ISBN 1-86508-654-1.
- Long, Gavin (1963). 《The Final Campaigns》. Australia in the War of 1939–1945. Series 1 – Army. Volume VII. Canberra: Australian War Memorial. OCLC 1297619.
- Long, Gavin (1973). 《The Six Years War. Australia in the 1939–45 War》. Canberra: Australian War Memorial and the Australian Government Publishing Service. ISBN 0-642-99375-0.
- Samuel Eliot Morison (1959), The Liberation of the Philippines: Luzon, Mindanao, the Visayas 1944–1945. Little, Brown and Company, Boston.
- Odgers, George (1968) [1957]. 《Air War Against Japan, 1943–1945》. Australia in the War of 1939–1945. Series 3 – Air. Volume II. Canberra: Australian War Memorial. OCLC 1990609.
- Ogawa, Itsu (1980) [1957]. 〈Japanese Monograph No. 26: Borneo Operations (1941–1945)〉.   Foreign Histories Division, Office of the Military History Officer, Headquarters, United States Army Japan. 《War in Asia and the Pacific. Volume 6. The Southern Area (Part I)》. New York and London: Garland Publishing, Inc. ISBN 0-8240-3290-X.
- Powell, Alan (1996). 《War by Stealth: Australians and the Allied Intelligence Bureau, 1942–1945》. Melbourne: Melbourne University Press. ISBN 0-522-84691-2.
- Rottman, Gordon L. (2002). 《World War II Pacific Island Guide. A Geo-Military Study》. Westport: Greenwood Press. ISBN 0-313-31395-4.
- Royal Navy (1959). 《Naval Staff History Second World War: War with Japan, Volume VI; The Advance to Japan》. London: HMSO. ISBN 0-11-772821-7.
- Stanley, Peter (1995).  Wahlert, Glenn, 편집. 《An Oboe Concerto: Reflections on the Borneo Landings, 1945》. Canberra: Army Doctrine Centre. 74–86쪽. ISBN 9780642226679.
- Stanley, Peter (1997). 《Tarakan. An Australian Tragedy》. Sydney: Allen & Unwin. ISBN 1-86448-278-8.
- Stevens, Alan (1994).  Wahlert, Glenn, 편집. 《The Royal Australian Air Force and Amphibious Operations in the South-West Pacific Area》. Canberra: Army Doctrine Centre. 30–41쪽. ISBN 9780642226679.
- Walker, Allan Seymour (1957). 《The Island Campaigns》. Australia in the War of 1939–1945. Series 5 – Medical. Volume III. Canberra: Australian War Memorial. OCLC 249848614.
- Wilson, David (1998). 《Always First: The RAAF Airfield Construction Squadrons 1942–1974》. Sydney: Air Power Studies Centre. ISBN 0-642-26525-9.